# 법진
법진(法眞, 100년 ~ 188년)은 중국 후한 중기 ~ 말기의 학자로 자는 고경(高卿)이며 후한 말의 정치가이자 유비의 참모인 법정의 조부이다. 삼국지와 관련된 인물 중 가장 나이가 많으며 그 다음이 동탁의 생모인 지양군이다.
그는 생전 정치에 참여하지 않았으며 숨어 지내면서 학문을 연구했다.
그는 188년에 89세의 나이로 세상을 떠났으며 그의 손자인 법정은 유장을 섬기다가 후에는 유비를 섬긴다.

## 같이 보기
- 법정 (후한)